# Tephritis candidipennis
Tephritis candidipennis är en tvåvingeart som beskrevs av Foote 1960. Tephritis candidipennis ingår i släktet Tephritis och familjen borrflugor. Inga underarter finns listade i Catalogue of Life.